# 540 Rosamunde
Rosamunde (asteroide 540) é um asteroide da cintura principal com um diâmetro de 19,02 quilómetros, a 2,018913 UA. Possui uma excentricidade de 0,0900753 e um período orbital de 1 207,13 dias (3,31 anos).
Rosamunde tem uma velocidade orbital média de 19,99570322 km/s e uma inclinação de 5,57618º.
Este asteroide foi descoberto em 3 de Agosto de 1904 por Max Wolf.